# Línia evolutiva de Koffing
Koffing (ドガース, Dogahsu) i Weezing (マタドガス, Matadogasu) són dues espècies de Pokémon que apareixen a la franquícia Pokémon.

## Koffing
Koffing és una de les espècies que apareixen a la franquícia Pokémon. És de tipus verí i evoluciona a Weezing.

## Weezing
Weezing és una de les espècies que apareixen a la franquícia Pokémon. És de tipus verí i evoluciona de Koffing. Té una forma de Galar que és de tipus verí i tipus fada.